# Samba de Verão
Samba de Verão (noto anche con il titolo inglese So Nice (Summer Samba) è un brano musicale e standard jazz del 1964 del compositore brasiliano Marcos Valle, con testo inglese di Norman Gimbel; il testo originale portoghese è di Paulo Sérgio Valle, fratello del compositore. La versione in lingua inglese è stata registrata per la prima volta nel 1965 da Wanda Sá accompagnata dal trio di Sérgio Mendes. 

## Storia
Il brano è divenuto popolare nel 1966 grazie alla versione strumentale all'organo Hammond di Walter Wanderley con il suo trio, contenuta nell'album Rain Forest, (disco di platino nel 1970), e con le versioni in inglese, sempre nel 1966, di Johnny Mathis, Vikki Carr e Connie Francis.
Dal 1964, la composizione è stata registrata da più di 140 interpreti in tutto il mondo.

## Cover notevoli

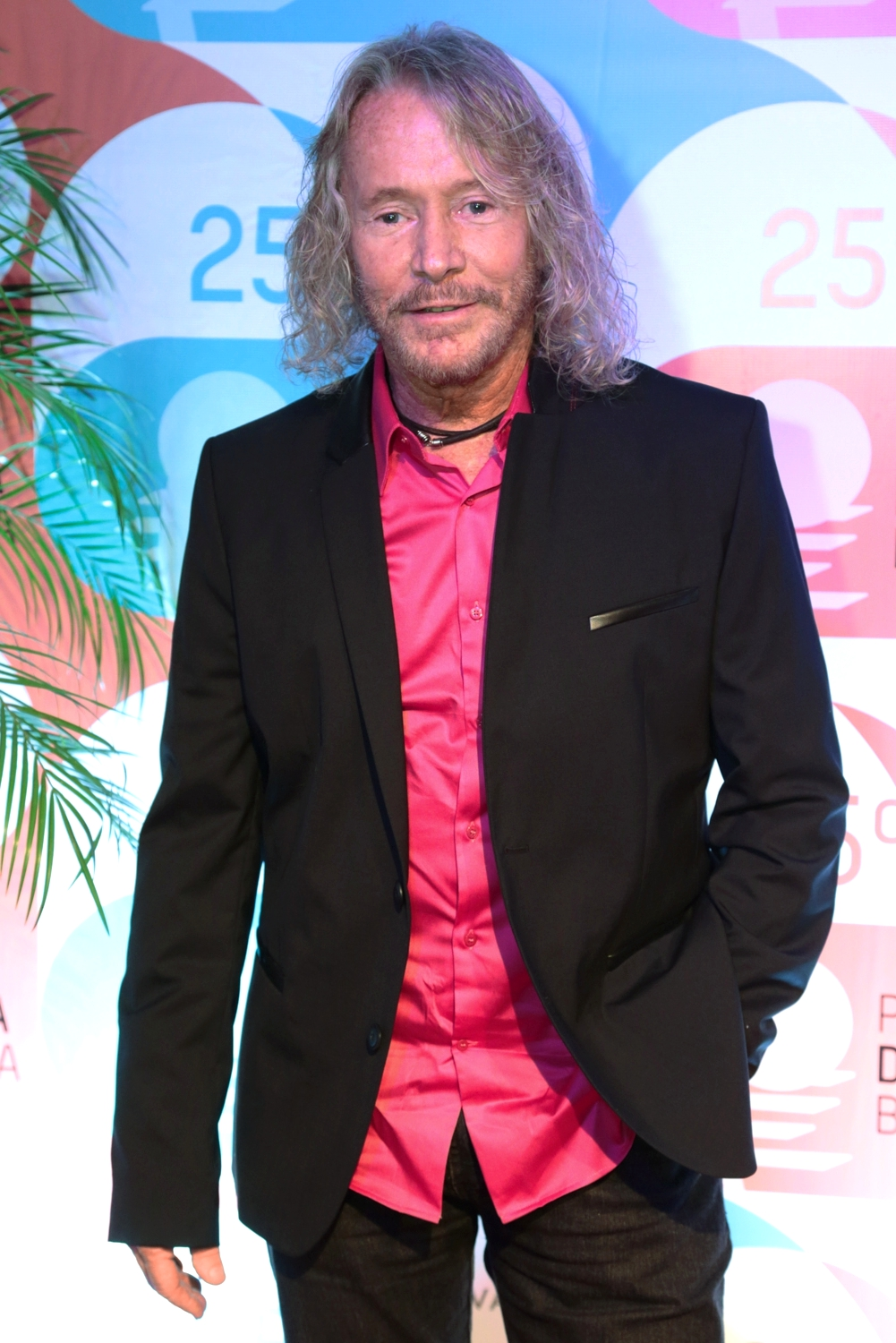
Marcos Valle, che compose il brano nel 1964

- Victoria Abril
- Eliane Elias
- Duke Ellington (strumentale)
- Astrud Gilberto
- Bebel Gilberto
- Dizzy Gillespie (strumentale)
- Stacey Kent
- Diana Krall
- Ramsey Lewis (strumentale)
- Paul Mauriat (strumentale)
- Sérgio Mendes Brasil '65 con Wanda Sá
- Oscar Peterson (instrumental)
- Pery Ribeiro
- Bud Shank (strumentale)
- Caterina Valente
- Caetano Veloso
- Andy Williams
- Klaus Wunderlich (strumentale)
- Nossa Alma Canta